# Tullio Gonnelli
Tullio Gonnelli   (Pieve di Cento, 21 de novembre de 1912 - Hampden, 12 de gener de 2005) va ser un atleta italià, especialista en curses de velocitat, que va competir durant la dècada de 1930.
El 1936 va prendre part en els Jocs Olímpics de Berlín, on va guanyar la medalla de plata en els 4x100 metres relleus del programa d'atletisme. Formà equip amb Orazio Mariani, Gianni Caldana i Elio Ragni.
En el seu palmarès també destaquen cinc campionats nacionals, un en els 100 metres (1935) i quatre en els 200 metres (1935, 1938, 1939, 1940).

## Millors marques
- 100 metres. 10.5" (1938)
- 200 metres. 21.4" (1934)[1][3]